# سكريات قليلة التعدد
سكريات قليلة التعدد:

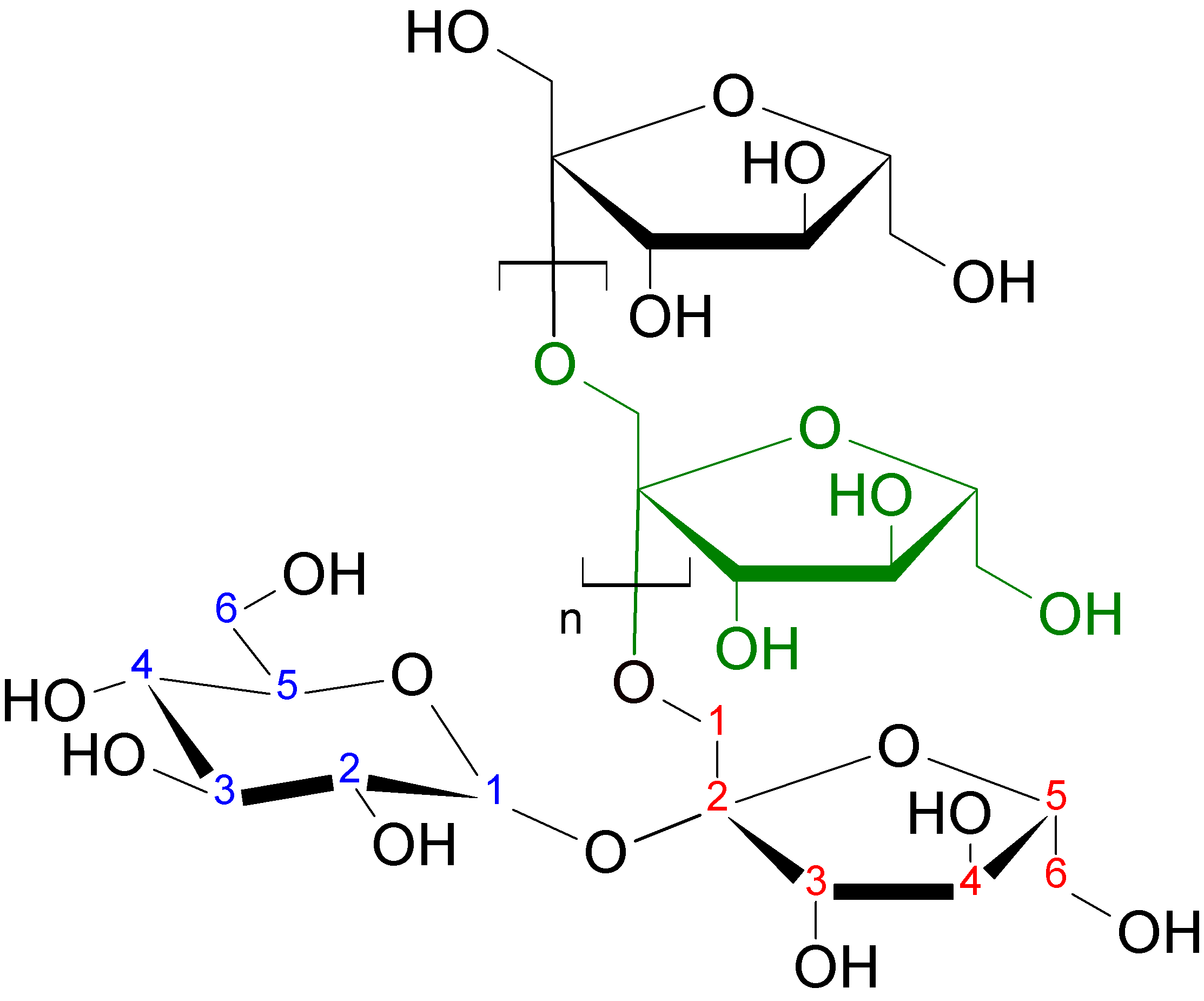

وهي سكريات تتكون من اتحاد 3 إلى 10 جزيئلت من سكاكر أحادية والصيغة العامة هي (CmH2nOn).
عند اتحاد سكرين أحاديين يتم انتزاع جزيء ماء واحد، وبالتالي ينتج أثناء تكوين جزيء من السكريات قليلة التعدد جزيئان أو أكثر من الماء.
عدد السكريات الأحادية الداخلة في تركيب السكريات قليلة التعدد هو (3-10) تظهر السكريات قليلة التعدد على شكل مواد متبلورة ذات مذاق حلو تذوب في الماء وتفاعلاتها نفس تفاعلات السكريات الاحادية وتتميز بان تحللها مائي بالاخماض وتقككها بالانزيمات ينتج ذات السكريات الاحادية الداخلة في تركيبها، توجد السكريات قليلة التعدد في جزيئات الغليكوبروتين (بروتينات سكرية) وجزيئات الليبو بروتين (البروتينات الدهنية).

## سكريات قليلة التعدد
- السكريات الثلاثية مثل الرافينوز.
- السكريات الرباعية مثل استاجنوز.